# The Edge of Glory
„The Edge of Glory“ (от английски: „Ръбът на славата“) е песен на американската певица Лейди Гага, част от втория ѝ студиен албум – „Born This Way“ (2011). Песента е издадена на 9 май 2011 г. като трети сингъл от проекта. По първоначален план „The Edge of Glory“ е един от двата промо сингъла, но след успешната премиера на песента, статутът ѝ е променен на официален сингъл. Текстът коментира последните моменти от човешкия живот. Гага споделя, че намира вдъхновение след смъртта на дядо си през септември 2010 г. и посвещава песента на него. Мелодията включва соло на саксофон от Кларънс Клемънс и наподобява творчеството на Брус Спрингстийн, както и характерния стил за 1980-те.
Песента впечатлява критиците и много я описват като акцент в албума. Похвали получават припева и продукцията, както и „емоционалните“ вокали на Лейди Гага. „The Edge of Glory“ се оказва успех – успява да се класира в топ 10 в държави като Австралия, Белгия, Канада, Нова Зеландия, Норвегия, Испания и Обединеното кралство. В САЩ достига №3, с което се превръща в десетия пореден сингъл на певицата, достигнал топ 10 на музикалния чарт Billboard Hot 100.
В края на май 2011 г. е записано музикално видео към песента, дело на Лейди Гага и екипа на Haus of Gaga. В сравнение с предишните проекти на певицата, клипът е семпъл и представя Гага танцуваща на противопожарна стълба и разхождаща се по глуха улица. Впечатление прави липсата на хореография и танцьори, както и това, че виждаме само два тоалета във видеото. Критиците одобряват проекта и го сравняват с клипове на Майкъл Джаксън, Мадона и Джанет Джаксън. Лейди Гага изпълнява песента по време на свои телевизионни появи, церемонии по награждаване, както и на редица от своите концертни турнета.

## Предистория и издаване
„The Edge of Glory“ е написана от Лейди Гага, Фернандо Гарибей и DJ White Shadow и продуцирана от Гага и Гарибей. Песента е спомената за пръв път през януари 2011 г., когато певицата споделя няколко стиха в социалните мрежи. White Shadow споделя, че няколко дни преди началото на европейската част на The Monster Ball Tour през 2010 година, Гага прекарва няколко дни с болния си дядо. След смъртта му, тя споделя с диджея, че е написала песен, свързана с неговото влияние. В интервю Лейди Гага споделя:
Песента разказва за това как баба ми бдеше над него, докато той умираше. Имаше един момент, в който се почувствах сякаш той я поглежда и се възприема за победител в живота. Един вид – „Аз съм шампион. Ние победихме. Спечелихме благодарение на любовта ни“. Бракът им продължава 60 години. Разсъждавах над идеята за този момент, в който решаваш, че не е лошо да си отидеш – нямаш повече какво да кажеш, какво да свършиш, какво да постигнеш. На ръба на скалата си, сваляш шапката си и си отиваш. Това усетих в онзи момент.
Вдъхновение за песента Гага намира и във филма „Роки“ от 1976 година, който е сред любимите на певицата. Тя споделя, че „The Edge of Glory“ е за това да погледнеш живота в очите, чувствайки се победител, подобно на героя в лентата.
На 5 май 2011 г. от Интерскоуп Рекърдс изпращат имейли на радиостанции из САЩ, с което обявяват, че премиерата на песента ще се състои на 9 май 2011 г. и ще бъде част от рекламната кампания „Обратно броене до Born This Way“. Първоначално става ясно, че „The Edge of Glory“ е първият от два промо-сингъла в албума. След представянето на песента обаче тя предизвиква огромен интерес и Гага решава да я направи трети официален сингъл. Обложката е представена чрез Twitter акаунта на певицата. На кадъра тя е без горнище, с отворена уста и вееща се коса, а на лицето ѝ виждаме протези, подобни на тези на обложката на пилотния сингъл.

## Музикално видео
Към март 2021 г. видеото има над 166,4 млн. гледания в официалния YouTube канал на Лейди Гага.

### Разработка
През 2011 г. хореографът на Лейди Гага, Лориан Гибсън, разкрива, че видеото към песента е в процес на разработка. Въпреки че не споделя повече относно концепцията на проекта, намеква, че има нещо общо с риби. По-късно Гага споделя, че сценарият е готов и е любимият ѝ, по който е работила до момента. Става ясно и че е обявен кастинг за мъжката роля в клипа, като изискванията посочват, че екипът търси актьор от Доминикана или Пуерто Рико. Набират се актьори и за ролите на репортер, доктор, както и група военни за сцени на стрелба. За режисьор е нает Джоузеф Кан, но не след дълго от лейбъла обявяват, че Кан и Гага са отказали да работят заедно поради творчески различия. Гибсън потвърждава, че е имало „проблеми на снимачната площадка“, поради което Кан е освободен от позицията на режисьор.
Творческият колектив на Лейди Гага, Haus of Gaga, режисира видеото. Редактор, работещ с Кан, разкрива, че част от първоначалната концепция на видеото по-късно е използвана за изпълнение на живо на песента. Той добавя, че идеята за клипа включва русалки, а за проекта са били построени декори за сцени в болница, копие на Бруклинския мост, както и е подготвяна мащабна сцена под вода. Певицата обаче възнамерява да направи промени в последния момент, което създава неразбирателства между нея и Кан, и така тази концепция е цялостно отхвърлена. Видеото е заснето на декор, вдъхновен от Ню Йорк. Гага разказва, че идеята ѝ е да представи по-семпло видео, което обръща внимание на успехите, които е постигнала, като снимачната площадка наподобява улицата, на която е живяла преди да добие популярност. Премиерата е на 16 юни 2011 г. по време на епизод на предаването „So You Think You Can Dance“.

### Сюжет
Във видеото Лейди Гага представя тоалет от архива на Джани Версаче. Визията ѝ се състои от кожен костюм, наподобяващ БДСМ облекло, златни бижута, както и лак за нокти и червило в ярки цветове. В клипа липсват хореография, танцьори и изпълнен със символизъм сюжет – елементи, които са преобладаващи в предишни проекти на певицата. Освен самата Гага, саксофонистът Кларънс Клемънс е единственият друг човек, който се появява във видеото.
В началото на клипа Лейди Гага се показва зад ъгъла на глуха улица. Цялата снимачна площадка е осветена в червени и лилави светлини, идващи от прозорците на сградата и от улицата, и е изпълнена с дим, излизащ от канала. Сменят се кадри на Гага танцуваща на противопожарната стълба, по улицата и на стълби пред входа на сградата, заедно с Клемънс. В края на клипа певицата коленичи пред сградата и целува тротоара. Видеото завършва с Гага, която се връща в задимен апартамент през прозореца.

## Екип
- Лейди Гага – вокали, текстописец, продуцент, клавишни, беквокали
- Фернандо Гарибей – текстописец, продуцент, програмиране, клавишни
- DJ White Shadow – текстописец и програмиране на ударни
- Кларънс Клемънс – саксофон
- Карийм „Джийзъс“ Девлин – китара
- Дейв Ръсел – звукозапис и аудио миксиране
- Джин Грималди – аудио мастеринг
- Джордж Тандеро – асистент
- Кен Кнапстад – асистент
- Кента Йонесака – асистент
- Кевин Портър – асистент
- Ал Карлсън – асистент